# División Profesional 2025
La División Profesional 2025, nota anche come Copa de Primera TIGO - ueno bank 2025 per ragioni di sponsorizzazione, è la 91ª edizione della massima serie del campionato di calcio paraguaiano. Il campionato è iniziato il 24 gennaio 2025 e terminerà il 1º dicembre 2025.
Come da tradizione, il campionato paraguayano attribuisce due titoli nazionali. I campioni in carica sono Libertad e Olimpia, vincitori rispettivamente dei periodi di Apertura e Clausura.

## Stagione

### Novità
Al termine della stagione precedente sono state retrocesse Sol de América e Tacuary, ultime due classificate della classifica aggregata di Apertura e Clausura. Al loro posto dalla División Intermedia sono state promosse Deportivo Recoleta, di ritorno in massima serie dopo 23 anni, e Tembetary, che aveva giocato il suo ultimo campionato di prima divisione nel 1997.

### Formula
Il campionato è diviso in due periodi, Apertura e Clausura. Per ogni periodo le 12 squadre partecipanti giocano un girone all'italiana con partite di andata e ritorno, per un totale di 22 giornate, al termine del quale la squadra prima classificata è campione del periodo e si qualifica per la Coppa Libertadores 2026. Oltre ad esse, si qualificano le prime due non vincitrici del periodo nella tabla anual, classifica aggregata dei periodi di apertura e clausura. Nel caso in cui una squadra abbia vinto entrambi i periodi, anche la terza classificata della tabla anual ottiene la qualificazione alla Copa Libertadores, mentre altre tre squadre della tabla anual ottengono la qualificazione per la Coppa Sudamericana 2026, insieme alla vincente della Copa Paraguay 2025.
Le ultime due classificate della tabla de descenso sono retrocesse in División Intermedia.

## Squadre partecipanti
| Club                    | Città                       | Stagione precedente                  |
| ----------------------- | --------------------------- | ------------------------------------ |
| 2 de Mayo               | Pedro Juan Caballero        | 6° in Apertura, 3° in Clausura       |
| Cerro Porteño           | Asunción                    | 2° in Apertura, 6° in Clausura       |
| Deportivo Recoleta      | Asunción                    | División Intermedia                  |
| General Caballero (JLM) | Doctor Juan León Mallorquín | 12° in Apertura, 7° in Clausura      |
| Guarani                 | Asunción                    | 5° in Apertura, 2° in Clausura       |
| Libertad                | Asunción                    | Campione di Apertura, 9° in Clausura |
| Nacional                | Asunción                    | 10° in Apertura, 5° in Clausura      |
| Olimpia                 | Asunción                    | 3° in Apertura, Campione di Clausura |
| Sportivo Ameliano       | Villa Elisa                 | 9° in Apertura, 4° in Clausura       |
| Sp. Luqueño             | Luque                       | 4° in Apertura, 8° in Clausura       |
| Sportivo Trinidense     | Asunción                    | 11° in Apertura, 10° in Clausura     |
| Tembetary               | Villa Elisa                 | División Intermedia                  |

## Apertura
Il Torneo Apertura è stato intitolato alla memoria di Osvaldo Domínguez Dibb. L'apertura è iniziata il 24 gennaio ed è terminata il 2 giugno.

### Classifica
|                     | Pos. | Squadra                 | Pt | G  | V  | N  | P  | GF | GS | DR  |
| ------------------- | ---- | ----------------------- | -- | -- | -- | -- | -- | -- | -- | --- |
| Paraguay (bandiera) | 1.   | Libertad                | 44 | 22 | 12 | 8  | 2  | 35 | 15 | +20 |
|                     | 2.   | Cerro Porteño           | 39 | 22 | 11 | 6  | 5  | 33 | 18 | +25 |
|                     | 3.   | Guarani                 | 38 | 22 | 12 | 2  | 8  | 27 | 24 | +3  |
|                     | 4.   | Sportivo Trinidense     | 34 | 22 | 8  | 10 | 4  | 27 | 22 | +5  |
|                     | 5.   | Olimpia                 | 33 | 22 | 8  | 9  | 5  | 27 | 22 | +5  |
|                     | 6.   | Sportivo Ameliano       | 29 | 22 | 7  | 8  | 7  | 23 | 20 | +3  |
|                     | 7.   | Deportivo Recoleta      | 27 | 22 | 6  | 9  | 7  | 29 | 31 | -2  |
|                     | 8.   | Nacional                | 25 | 22 | 7  | 4  | 11 | 23 | 28 | -5  |
|                     | 9.   | General Caballero (JLM) | 22 | 22 | 5  | 7  | 10 | 19 | 26 | -7  |
|                     | 10.  | Sp. Luqueño             | 22 | 22 | 4  | 10 | 8  | 13 | 25 | -12 |
|                     | 11.  | 2 de Mayo               | 18 | 22 | 2  | 12 | 8  | 15 | 26 | -11 |
|                     | 12.  | Tembetary               | 18 | 22 | 3  | 9  | 10 | 17 | 31 | -14 |

Legenda:
      Campione di Apertura e qualificata per la Copa Libertadores 2025.

## Clausura
Il Torneo Clausura Inizierà il 4 luglio e terminerà il 1º dicembre.

### Classifica
|                     | Pos. | Squadra                 | Pt | G | V | N | P | GF | GS | DR |
| ------------------- | ---- | ----------------------- | -- | - | - | - | - | -- | -- | -- |
| Paraguay (bandiera) | 1.   | 2 de Mayo               | 0  | 0 | 0 | 0 | 0 | 0  | 0  | 0  |
|                     | 2.   | Cerro Porteño           | 0  | 0 | 0 | 0 | 0 | 0  | 0  | 0  |
|                     | 3.   | Deportivo Recoleta      | 0  | 0 | 0 | 0 | 0 | 0  | 0  | 0  |
|                     | 4.   | General Caballero (JLM) | 0  | 0 | 0 | 0 | 0 | 0  | 0  | 0  |
|                     | 5.   | Guarani                 | 0  | 0 | 0 | 0 | 0 | 0  | 0  | 0  |
|                     | 6.   | Libertad                | 0  | 0 | 0 | 0 | 0 | 0  | 0  | 0  |
|                     | 7.   | Nacional                | 0  | 0 | 0 | 0 | 0 | 0  | 0  | 0  |
|                     | 8.   | Olimpia                 | 0  | 0 | 0 | 0 | 0 | 0  | 0  | 0  |
|                     | 9.   | Sportivo Ameliano       | 0  | 0 | 0 | 0 | 0 | 0  | 0  | 0  |
|                     | 10.  | Sp. Luqueño             | 0  | 0 | 0 | 0 | 0 | 0  | 0  | 0  |
|                     | 11.  | Sportivo Trinidense     | 0  | 0 | 0 | 0 | 0 | 0  | 0  | 0  |
|                     | 12.  | Tembetary               | 0  | 0 | 0 | 0 | 0 | 0  | 0  | 0  |

Legenda:
      Campione di Clausura e qualificata per la Copa Libertadores 2025.